# Salix coggygria
Salix coggygria är en videväxtart som beskrevs av Hand.-mazz.. Salix coggygria ingår i släktet viden, och familjen videväxter. Inga underarter finns listade i Catalogue of Life.